# 9GAG
9gag (hay 9GAG) là một trang nền tảng mạng xã hội trực tuyến có trụ sở ở Hồng Kông. Trang web cho phép người dùng tải lên và chia sẻ những nội dung tự tạo hoặc nội dung từ các nguồn khác. Kể từ khi trang web ảnh memes này được ra mắt vào ngày 11 tháng 4 năm 2008, nó đã trở nên phổ biến trên khắp các nền tảng như Facebook, Twitter và Instagram.

## Lịch sử
Trang web được đồng sáng lập vào năm 2008 bởi một nhóm các sinh viên Hồng Kông, bao gồm cả Ray Chan, với mục tiêu ban đầu là tạo ra một nền tảng trực tuyến để người dùng có thể dễ dàng chia sẻ những bức ảnh hoặc đoạn băng hài hước. Trong một cuộc phỏng vấn năm 2012, CEO Ray Chan từ chối giải thích nguyên gốc của cái tên 9gag.
Mặc dù mục tiêu lúc đầu là làm cho vui, tuy nhiên các nhà sáng lập của 9gag về sau vẫn dùng website như một phần trong bản hồ sơ để tham gia chương trình hỗ trợ khởi nghiệp 500 Startups. Trong thời kỳ đó, nhóm còn phát triển một số ý tưởng khởi nghiệp khác như StartupQuote và Songboard. Sau khi được hỗ trợ bởi 500 Startups, 9gag tham gia vườn ươm công nghệ của Y Combinator và đạt mức 70 triệu người dùng truy cập mỗi tháng trên quy mô toàn cầu. Kể từ đó, các nhà sáng lập tạm gác các dự án khác và tập trung vào mỗi 9gag. 500 Startups được chia sẻ vốn chủ sở hữu do công sức hỗ trợ và hướng dẫn của họ.
Vào tháng 7 năm 2012, 9gag gọi vốn thành công 2,8 triệu USD từ quỹ đầu tư ở thung lũng Silicon, bao gồm cả True Ventures và Greycroft Partners. Tháng 8 cùng năm, 9gag tiếp tục nhận thêm 2,8 triệu USD từ các quỹ đầu tư trên, cũng như các nhà đầu tư cá nhân khác như Chris Sacca, Kevin Rose và Naval Ravikant. Các khoản vốn này giúp 9gag mở rộng đội ngũ kỹ sư cả ở Hồng Kông lẫn Mỹ. Trụ sở chính của 9gag đặt ở Tsuen Wan, Hồng Kông và văn phòng đại diện ở Mountain View, California.

## Bản quyền và chỉ trích
Người dùng 9gag và đội ngũ quản trị thường hay đăng lại các nội dung (thường là không có sự chấp nhận từ tác giả) từ các trang web khác (ví dụ như: 4chan, Newgrounds, Reddit, SomethingAwful, FunnyJunk, YTMND, Instagram, v.v), đồng thời thay thế dấu bản quyền của trang gốc thành trang của mình. Năm 2011, 9gag và 4chan đã có cuộc tranh cãi lớn về bản quyền cho những nội dung được đăng tải lên trên cả hai trang web, mỗi bên đều tuyên bố là memes bắt nguồn từ trang web của mình. Ray Chan tranh luận rằng "9GAG không tạo ra meme hay ảnh chế, nhưng góp phần lan tỏa chúng". Trong một bài viết trên tờ Slate, tác giả Amanda Hess mô tả việc 9gag đăng lại nội dung từ Instagram như một "hệ sinh thái trực tuyến ăn cắp truyện cười".
9gag cũng hay bị chỉ trích vì những nội dung mang tính kỳ thị. Năm 2014, nhà ngôn ngữ học Albin Wagener phân tích 446 bài trên trang chính của 9gag, trong đó, 40 bài (8,97%) mang tính kỳ thị rõ ràng. Hầu hết các bài phân biệt đối xử liên quan đến kỳ thị nữ giới (57,5%), tiếp sau đó là kỳ thị văn hóa (25%) và kỳ thị đồng tính (12,5%).